# Worstelen in Suriname
Het worstelen kwam in Suriname op vanaf het begin van de 20e eeuw. De sport ontwikkelde zich in de jaren 1970 en professionaliseerde zich verder sinds de oprichting van de Surinaamse Worstelfederatie (SWF) in 1997. De SWF is aangesloten bij de federatie United World Wrestling.

## Geschiedenis

### Incidentele wedstrijden
Aan het begin van de 20e eeuw werd al geworsteld in Suriname. De sport werd toen nog vooral onder militairen beoefend. Een voorbeeld van een wedstrijd uit die tijd is die op 28 maart 1910 in de Sociable Hall tussen A.J. Fargundus en J. Qualles. Vanaf die jaren kwamen in de Surinaamse worstelwereld de Surinamer Frederik Geëerd en de in Suriname gestationeerde Nederlander Jacob Sieben op. Ze worstelden tegen elkaar en kwamen ook tegen andere worstelaars uit in het Caraïbische gebied, onder wie de Guyaanse Clem Johnson.
Vervolgens werd tot 1950 weinig geworsteld, mogelijk mede omdat door incidenten tijdens het boksen in Suriname ongeregeldheden waren voorgevallen. Met de opkomst van Oesman Imandi kwam opnieuw leven in de worstelsport. Op 3 mei 1953 ging hij in het Mgr. Aloysius Zichem Sportcentrum de wedstrijd aan tegen Ambikapersad Ihinkoe-Rai en hierna, op 24 januari 1954, nog een wedstrijd tegen Shankar. Op 20 februari 1955 worstelde hij tegen Tiemel om het landskampioenschap. In deze wedstrijd werd Imandi gediskwalificeerd omdat hij zijn tegenstander slagen zou hebben gegeven. In 1959 won Tiemal in het Snellenpark van de Guyananees Samson. Later werd nog een return geworsteld in het Suriname Stadion (nu André Kamperveenstadion). Samson toonde zich angstig in de wedstrijd. Hij deelde enkele ongeoorloofde klappen uit, waaronder met zijn hoofd, en probeerde te vluchten. Toen de jury de wedstrijd als onbeslist aanmerkte, was het publiek niet tot bedaren te krijgen. Ihinkoe-Rai worstelde enkele maanden later tegen Samson en wist de partij overtuigend te winnen.

### Jaren 1970
Op 27 februari 1966 werd de eerste wedstrijd tussen dames geworsteld. Ondanks allerlei wedstrijden die er bij tijden werden gespeeld, kwam het worstelen als sport niet professioneel van de grond. Dit veranderde met de komst van de Nederlandse kampioen worstelen en trainer Ed Alflen. Samen met de al bestaande verenigingen richtte hij een bond op. Jong talent kreeg van hem gratis les en daarnaast organiseerde hij wedstrijden. In deze jaren kwamen ook Anton Geesink en Wim Ruska naar Suriname, die naast judoka ook worstelaar waren. Toen Alflen echter vanwege familieomstandigheden terug naar Nederland ging, zakte de worstelsport in Suriname weer in.
Aan het begin van de jaren 1970 probeerde de heer Nurmohammed de worstelsport nieuw leven in  te blazen en werden er in verschillende categorieën kampioenschappen georganiseerd. In 1973 werd Jawalapersad Mangre in alle categorieën kampioen en een jaar later veroverde Lekhram Marapin de titel. Ook werden in deze jaren weer verschillende internationale duels tegen Guyanezen gespeeld. Hierna stond de worstelsport weer enkele jaren stil, tot Nini Harpal aan het eind van de jaren 1970 opkwam. Hij domineerde de worstelsport tot 1984.

### Professionalisering
Hierna was Michel Nathoe prominent in de worstelsport door zeven maal kampioen lichtgewicht van Suriname te worden (circa jaren 1990). Hij raakte vanaf zijn elfde jaar bekend met de sport door Nini Harpal, die een goede vriend van zijn vader was en naast hun woonde. Toen in  1997 de twee enige scheidsrechters van Suriname uitvielen, Abdoelrahman en Monorath, kreeg Nathoe van met ministerie van Onderwijs de kans om hiervoor een cursus in Nederland te volgen. Als voorwaarde werd gesteld dat er een overkoepelende organisatie werd opgericht. Vervolgens richtten Nathoe, zijn vader en Rieshi Ramkhelawan op 2 maart 1997 de Surinaamse Worstelfederatie (SWF) op. In de tweede helft van het jaar volgde hij de cursussen voor arbiter en oefenmeester, waardoor hij de eerste gediplomeerde worstelaar van Suriname werd.
Met de kennis die Nathoe in Nederland opdeed, introduceerde de SWF de internationaal gangbare regels van het worstelen bij alle worstelscholen in Suriname. Vervolgens werd het lidmaatschap aangevraagd bij de FILA, die sinds 2014 verderging als United World Wrestling. Door deze ontwikkelingen werd het mogelijk om aan internationale wedstrijden mee te doen. Daarnaast reisde Nathoe tussen 2005 en 2010 meermaals voor stage naar Nederland. Hiermee werd hij in 2010 gediplomeerd als internationaal arbiter. In 2015 gingen zeven Surinaamse worstelaars voor een trainingsstage naar Nederland. Op 27 september werd de derde interland in drie jaar tijd tegen Nederland gespeeld.